# Фейге, Уриэль
Уриэль Фейге (ивр. אוריאל פייגה‎; род. 1959) — израильский информатик, в настоящее время профессор информатики и прикладной математики в институте Вейцмана.

## Работа
Вместе с Амосом Фиатом и Ади Шамиром принимал участие в разработке протокола идентификации Фейга — Фиата — Шамира.
В настоящее время является профессором информатики в институте Вейцмана.

## Образование
- В 1980 году получил степень бакалавра по компьютерной инженерии в Технионе, также известном как Израильский технологический институт, г. Хайфа.
- В 1987 году — степень магистра по информатике в институте Вейцмана, г. Реховот.
- В 1992 году получил PhD по информатике[1] под руководством Ади Шамира в институте Вейцмана.
- 1990—1991 — постдокторантура в Принстонском университете.

## Премии
Лауреат многочисленных премий, в том числе:
- 2000: Премия Морриса Левинсона (англ. Morris L. Levinson Prize in Mathematics)[3]
- 2001: Премия Гёделя[4]
- 2005: Премия за выдающуюся статью (Award for Outstanding Paper Prize, Society for Industrial and Applied Mathematics[англ.])